# آرمان (نظام صاروخي للدفاع الجوي)
أَرْمَان هو نظام دفاع صاروخي تم بناؤه من قبل وزارة الدفاع الإيرانية بدعم من القوات المسلحة للجمهورية الإسلامية الإيرانية.

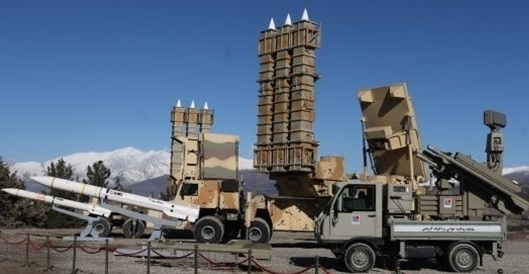
نظام آرمان الصاروخي طويل المدى المضاد للصواريخ الباليستية بجانب نظام الدفاع الجوي آذرخش

## خصائص النظام
يعتبر نظام الدفاع الجوي الصاروخي آرمان، من أهم أنظمة الدفاع في جمهورية إيران إلى جانب منظومة باور 373 للدفاع الجوي وأنظمة مهران وسوم خرداد و15 خرداد وآذرخش وغيرها من الأنظمة الدفاعية. ويعود تسمية نظام آرمان نسبةً للشهيد آرمان علي وردي.
وهذه أبرز ما يتميز به هذا النظام:
يُعتبَر أحد أنظمة الدفاع الجوي المضادة للصواريخ الباليستية في جمهورية إيران، وهو من منظومات (TELAR) أي أن آلية النقل نفسها تحمل قاذفة الصواريخ والرادار معاً.
و إكتشاف الأهداف على مسافة 180 كيلومتر، وتتبع الأهداف على مسافة تصل إلى 160 كيلومتر، والاشتباك المتزامن مع 6 أهداف بمدى يتراوح ما بين 75 إلى 120 كيلومتراً.
3) يغطي 360 درجة، ما يعني قدرته على حماية أهداف ثابتة وأهداف متحركة (أرتال عسكرية من دبابات وناقلات جند وغيرها).
4) يلزمه للاستعداد للرماية على الهدف أقل من 3 دقائق، أما وقت رد الفعل أقل من 20 ثانية.
5) لديه القدرة على التعامل مع جميع أنواع صواريخ كروز والطائرات بدون طيار، والقدرة على التعامل مع الصواريخ الباليستية قصيرة المدى.
6) صواريخه من نوع الإطلاق العمودي.

## إختبار النظام
بعد الإعلان من قِبَل وزارة الدفاع الإيرانية عن إزاحة الستار عن نظام الدفاع الصاروخي آرمان، كشفت القوات المسلحة الإيرانية عن إختبار منظومة آرمان للدفاع الجوي بنجاح، من خلال إصابة طائرة كرار المسيرة وإسقاطها.

## طالع ايضاً
```
* 
الطائرات الايرانية بدون طيار
```

- برنامج الصواريخ الإيرانية
- أس - 300
- سيمرغ (صاروخ)
- نور (صاروخ)
- مهاجر (طائرة بدون طيار)
- سوم خرداد (نظام دفاع جوي)
- 15 خرداد (نظام صاروخي للدفاع الجوي)